# ماكس كولي
ماكس كولي (بالإنجليزية: Max Collie)‏ هو عازف مترددة ‏ ومغني أسترالي، ولد في 21 فبراير 1931 في ملبورن في أستراليا، وتوفي في 6 يناير 2018.

## وصلات خارجية
- الموقع الرسمي
- ماكس كولي على موقع ميوزك برينز (الإنجليزية)
- ماكس كولي على موقع أول ميوزيك (الإنجليزية)
- ماكس كولي على موقع ديسكوغز (الإنجليزية)